# Alternaria yali-inficiens
Alternaria yali-inficiens är en svampart som beskrevs av R.G. Roberts 2005. Alternaria yali-inficiens ingår i släktet Alternaria och familjen Pleosporaceae.   Inga underarter finns listade i Catalogue of Life.